# Annie Koch
Agathe Annie Marianne Koch, född 12 december 1876 i By församling i Värmland, död 18 juli 1972 i Göteborg, var en svensk dövpedagog och pionjär inom specialpedagogiken.

## Biografi
Annie Kochs föräldrar var godsägaren Michael Koch och Adelaide Helena, född Lindman. I familjen fanns nio syskon, Annie Koch var nummer sex i syskonskaran.
År 1896 examinerades Annie Koch från Folkskoleseminariet i Skara 1896 och utbildade sig därefter till dövlärare och gick en ett års labiologiutbildning (läppavläsningsmetod) i USA. Under slutet av 1800-talet fanns en skola för döva barn på Nya Varvet i Göteborg men verksamheten där lades ned 1898. En dövskolerektor från Vänersborg föreslog därför i en skrivelse till Carnegieska fonden att räntan från fonden borde avsättas för att garantera fortsatt utbildning av döva barn i åldern 3–8 år. Med hjälp av Carnegieska fonden och Bergenholtz fonder startades sedan en ny skola den 1 september 1902 och Annie Koch anställdes som föreståndare. Innan dess hade hon arbetat som lärare vid dövstumskolan i Vänersborg, en anställning som hon tillträdde 1898.
Annie Koch är främst ihågkommen för att hon kombinerade pedagogiska och sociala insatser för döva och hörselskadade människor i Göteborg. Hon utarbetade eget undervisningsmaterial och samarbetade med konstnären Gunhild Jönsson som ritade bilder till många planscher som Annie Koch kom att använda under flera år. Hon förespråkade och använde den orala metoden i sin undervisning, det vill säga ingen användning av teckenspråk.
En central del av barnens utbildning var att de skulle lära känna och kunna orientera sig i samhället. Därför ingick vandringar i staden som en del av undervisningen. Enligt Annie Kochs vittnesmål handlade det om att skaffa stoff och idéer till ritning, modellering och slöjd men också om att besöka olika yrkesgrupper. Bland annat gjordes regelbundna visiter hos skomakaren, svarvaren, smeden och bagaren. Barnen skulle också bekanta sig med stadens olika delar och bli vana att röra sig kring fiskhallen, torget med grönsaksstånd, hamnen och stadens museer.
Förutom att vara pedagogisk ledare för skolan skötte Annie Koch även mycket av det praktiska kringarbetet med skolan, vilket bland annat innebar att hon vid flera tillfällen fick anstränga sig för att finna lämpliga lokaler. Den första förskolan, Annedals småskola för döva barn, låg på Föreningsgatan 4 i Göteborg. Då denna snabbt blev fullbelagd lyckades Annie Koch starta en filial, Masthuggets småbarnsskola för döva barn, på Paradisgatan. Båda dessa skolor ansvarade hon för mellan 1902 och 1909. Perioden 1904 till 1909 bedrev hon även undervisning på Södra vägen 7 i en privat våning. År 1909 flyttades de två första skolorna till Landsvägsgatan 3 vid Järntorget och slutligen förlades verksamheten till Mossebergsskolan. Enligt Annie Kochs egna uppgifter valde hon skolornas läge med hänsyn till goda kommunikationer – spårvagnshållplatsen skulle finnas utanför skolans dörr. Visserligen bodde en del barn nära verksamheten och kunde promenera hem men flertalet åkte spårvagn från skilda delar av staden.
Vid sidan om barnens ordinarie skolgång ordnade Annie Koch kolonivistelser och besök på bondgårdar, där barnen fick lära sig praktiska bestyr av olika slag. Hon grundade även den så kallade Lappcentralen, där hörselskadade bereddes full sysselsättning med bland annat lagning av kläder och konststoppning.
Annie Kochs arbete med dövförskolorna i Göteborg blev med tiden också en förebild för den skola som år 1925 startades i Stockholm. Hon var aktiv i Sällskapet för bildande av småbarnsskolor i Göteborg och författade boken Livet i dockskåpsformat eller Hur man berättar utan ord för småttingar i förskolan för dövstumma, 1935. Annie Koch blev även anlitad som expert i den dövstumsutredning som tillsattes av Tage Erlander år 1945 och hennes insatser nämns i Betänkade och förslag rörande dövstumsundervisningen från år 1947.
Annie Koch gick i pension efter 40 år som föreståndare för småbarnsskolorna och avled 1972 i Göteborg.